# Теория распознавания образов

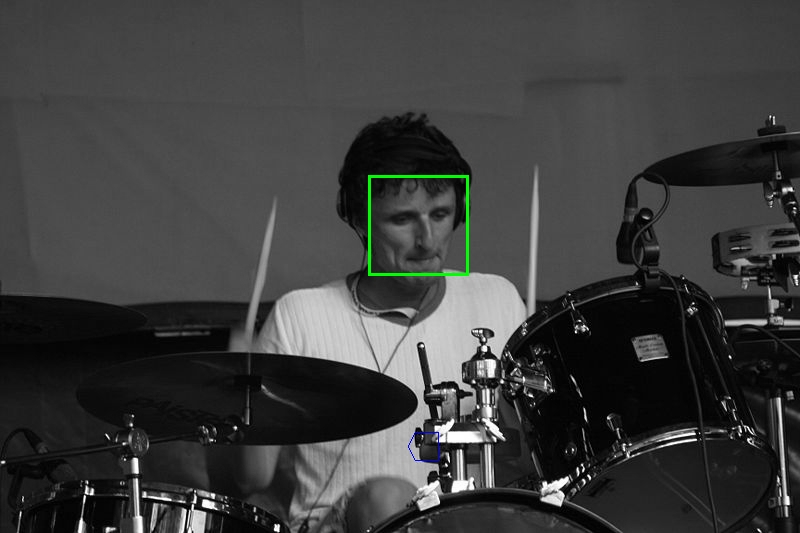
Автоматическое распознавание лиц специальной программой

Теория распознава́ния о́бразов — раздел информатики и смежных дисциплин, развивающий основы и методы классификации и идентификации предметов, явлений, процессов, сигналов, ситуаций и т. п. объектов, которые характеризуются конечным набором некоторых свойств и признаков. Такие задачи решаются довольно часто, например, при переходе или проезде улицы по сигналам светофора. Распознавание цвета загоревшейся лампы светофора и знание правил дорожного движения позволяет принять правильное решение о том, можно или нельзя переходить улицу.
Необходимость в таком распознавании возникает в самых разных областях — от военного дела и систем безопасности до оцифровки аналоговых сигналов.
Проблема распознавания образов приобрела выдающееся значение в условиях информационных перегрузок, когда человек не справляется с линейно-последовательным пониманием поступающих к нему сообщений, в результате чего его мозг переключается на режим одновременности восприятия и мышления, которому свойственно такое распознавание .
Неслучайно, таким образом, проблема распознавания образов оказалась в поле междисциплинарных исследований — в том числе в связи с работой по созданию искусственного интеллекта, а создание технических систем распознавания образов привлекает к себе всё большее внимание.

## Направления в распознавании образов
Можно выделить два основных направления:
- Изучение способностей к распознаванию, которыми обладают живые существа, объяснение и моделирование их;
- Развитие теории и методов построения устройств, предназначенных для решения отдельных задач в прикладных целях.

## Формальная постановка задачи
Распознавание образов — это отнесение исходных данных к определённому классу с помощью выделения существенных признаков, характеризующих эти данные, из общей массы данных.
При постановке задач распознавания стараются пользоваться математическим языком, стремясь — в отличие от теории искусственных нейронных сетей, где основой является получение результата путём эксперимента, — заменить эксперимент логическими рассуждениями и математическими доказательствами.
Классическая постановка задачи распознавания образов: Дано множество объектов. Относительно них необходимо провести классификацию. Множество представлено подмножествами, которые называются классами. Заданы: информация о классах, описание всего множества и описание информации об объекте, принадлежность которого к определённому классу неизвестна. Требуется по имеющейся информации о классах и описании объекта установить — к какому классу относится этот объект.
Наиболее часто в задачах распознавания образов рассматриваются монохромные изображения, что дает возможность рассматривать изображение как функцию на плоскости. Если рассмотреть точечное множество на плоскости {\displaystyle T}, где функция {\displaystyle f(x,y)} выражает в каждой точке изображения его характеристику — яркость, прозрачность, оптическую плотность, то такая функция есть формальная запись изображения.
Множество же всех возможных функций {\displaystyle f(x,y)} на плоскости {\displaystyle T} есть модель множества всех изображений {\displaystyle X}. Вводя понятие сходства между образами можно поставить задачу распознавания. Конкретный вид такой постановки сильно зависит от последующих этапов при распознавании в соответствии с тем или иным подходом.

## Некоторые методы распознавания графических образов
Для оптического распознавания образов можно применить метод перебора вида объекта под различными углами, масштабами, смещениями и т. д. Для букв нужно перебирать шрифт, свойства шрифта и т. д.
Второй подход — найти контур объекта и исследовать его свойства (связность, наличие углов и т. д.)
Ещё один подход — использовать искусственные нейронные сети. Этот метод требует либо большого количества примеров задачи распознавания (с правильными ответами), либо специальной структуры нейронной сети, учитывающей специфику данной задачи.

## Персептронкак метод распознавания образов
Фрэнк Розенблатт, вводя понятие о модели мозга, задача которой состоит в том, чтобы показать, как в некоторой физической системе, структура и функциональные свойства которой известны, могут возникать психологические явления, описал простейшие эксперименты по различению. Данные эксперименты целиком относятся к методам распознавания образов, но отличаются тем, что алгоритм решения не детерминированный.
Простейший эксперимент, на основе которого можно получить психологически значимую информацию о некоторой системе, сводится к тому, что модели предъявляются два различных стимула и требуется, чтобы она реагировала на них различным образом. Целью такого эксперимента может быть исследование возможности их спонтанного различения системой при отсутствии вмешательства со стороны экспериментатора, или, наоборот, изучение принудительного различения, при котором экспериментатор стремится обучить систему проводить требуемую классификацию.
В опыте с обучением персептрону обычно предъявляется некоторая последовательность образов, в которую входят представители каждого из классов, подлежащих различению. В соответствии с некоторым правилом модификации памяти правильный выбор реакции подкрепляется. Затем персептрону предъявляется контрольный стимул и определяется вероятность получения правильной реакции для стимулов данного класса. В зависимости от того, совпадает или не совпадает выбранный контрольный стимул с одним из образов, которые использовались в обучающей последовательности, получают различные результаты:
1. Если контрольный стимул не совпадает ни с одним из обучающих стимулов, то эксперимент связан не только с чистым различением, но включает в себя и элементы обобщения.
2. Если контрольный стимул возбуждает некоторый набор сенсорных элементов, совершенно отличных от тех элементов, которые активизировались при воздействии ранее предъявленных стимулов того же класса, то эксперимент является исследованием чистого обобщения.

Персептроны не обладают способностью к чистому обобщению, но они вполне удовлетворительно функционируют в экспериментах по различению, особенно если контрольный стимул достаточно близко совпадает с одним из образов, относительно которых персептрон уже накопил определённый опыт.

## Примеры задач распознавания образов
- Оптическое распознавание символов
- Распознавание штрих-кодов
- Распознавание автомобильных номеров
- Распознавание лиц
- Распознавание речи
- Распознавание изображений
- Распознавание локальных участков земной коры, в которых находятся месторождения полезных ископаемых
- Классификация документов